# Peter Whittle
Pour les articles homonymes, voir Whittle.
Peter Whittle, né le 27 février 1927, à Wellington, Nouvelle-Zélande, et mort le 10 août 2021, est un mathématicien et statisticien néo-zélandais, travaillant dans les domaines des réseaux stochastiques, du contrôle optimal, de l'analyse des séries temporelles, de l'optimisation stochastique (en) et des processus stochastique. De 1967 à 1994, il est professeur titulaire de la chaire Churchill de mathématiques (en) pour la recherche opérationnelle à l'Université de Cambridge,.

## Carrière
Whittle est diplômé de l'Université de la Nouvelle-Zélande, en 1947, avec un baccalauréat ès sciences en mathématiques et en physique, et en 1948, avec une maîtrise en mathématiques,.
Il part ensuite à Uppsala, en Suède, en 1950 étudier pour son doctorat sous la direction d'Herman Wold à l'Université d'Uppsala. Sa thèse, intitulée « Hypothesis Testing in Time Series », généralise le théorème de la représentation autorégressive de Wold, des processus stationnaires univariés vers des processus multivariés. La thèse de Whittle a été publiée en 1951[2]. Un résumé de la thèse de Whittle est également apparu comme un appendice à la seconde édition du livre de Wold sur l'analyse de séries chronologiques. Il est resté à Uppsala, à l'Institut de Statistique en tant que maître de conférences jusqu'en 1953, quand Whittle retourne en Nouvelle-Zélande.
En Nouvelle-Zélande, Whittle travaille au Ministère de l'industrie et de la Recherche Scientifique, au Laboratoire de Mathématiques Appliquées (plus tard nommé Division des Mathématiques Appliquées).
En 1959 Whittle est nommé à un poste de lecteur à l'Université de Cambridge,. Whittle est nommé professeur de statistique mathématique à l'Université de Manchester en 1961,,. Après six ans à Manchester, Whittle retourne à Cambridge, comme professeur Churchill de mathématiques pour la recherche opérationnelle (en), un poste qu'il a occupé jusqu'à sa retraite en 1994. À partir de 1973, il est aussi directeur du Laboratoire de Statistique de l'Université de Cambridge.
Il est membre du Churchill College, à Cambridge.

## Prix et distinctions
Whittle est élu Fellow de la Royal Society en 1978, et membre honoraire de la Société Royale de Nouvelle-Zélande en 1981. La Royal Society lui décerne sa médaille Sylvester en 1994, en reconnaissance de ses « grandes contributions significatives pour l'analyse des séries chronologiques, à la théorie de  l'optimisation, et à un large éventail de sujets en théorie des probabilités appliquées et en mathématiques de la recherche opérationnelle ». En 1986, l'Institut pour la Recherche opérationnelle et les Sciences de Gestion (INFORMS) lui attribue le Prix Frederick W. Lanchester pour son livre Systems in Stochastic Equilibrium  (ISBN 0-471-90887-8) et le Prix de théorie John-von-Neumann en 1997 pour sa « contribution exceptionnelle à la théorie de la recherche opérationnelle et aux sciences de gestion ». En 1991, il est lauréat de la Conférence Forder.

## Vie personnelle
En 1951 Whittle épouse une finlandaise, Käthe Blomquist, qu'il avait rencontré en Suède. La famille  Whittle compte six enfants.

### Livres
- P. Whittle, Hypothesis testing in times series analysis, Uppsala, Almqvist & Wiksells Boktryckeri AB, 1951
- Whittle, P., Prediction and Regulation, English Universities Press, 1963 (ISBN 0-8166-1147-5)
Republié sous le titre: Whittle, P., Prediction and Regulation by Linear Least-Square Methods, University of Minnesota Press, 1983 (ISBN 0-8166-1148-3)
- Whittle, P., Probability (Library of university mathematics), Penguin, 1970 (ISBN 0-14-080085-9)
Republié sous le titre: Whittle, P., Probability, John Wiley and Sons Ltd, 30 avril 1976 (ISBN 0-471-01657-8)
- Whittle, P., Optimization Under Constraints, John Wiley and Sons Ltd, 28 juillet 1971 (ISBN 0-471-94130-1)
- (en) Whittle, P., Optimization Over Time : dynamic programming and stochastic control, Chichester, John Wiley and Sons Ltd, 4 août 1982, 317 p. (ISBN 0-471-10120-6)
- (en) Whittle, P., Optimization over time : dynamic programming and stochastic control, Chichester, John Wiley and Sons Ltd, avril 1983, 317 p. (ISBN 0-471-10496-5)
- (en) Whittle, P., Systems in Stochastic Equilibrium, Chichester, John Wiley and Sons Ltd, 4 juin 1986, 460 p. (ISBN 0-471-90887-8)
- Whittle, P., Risk-Sensitive Optimal Control, John Wiley and Sons Ltd, avril 1990 (ISBN 0-471-92622-1)
- Whittle, P., Probability Via Expectation, Springer Verlag, 14 mai 1992, 3e éd. (ISBN 0-387-97758-9)
Republié sous le titre: Whittle, P., Probability Via Expectation, Springer, 20 avril 2000, 4e éd. (ISBN 0-387-98955-2)
- Whittle, P., Optimal Control : Basics and Beyond, John Wiley and Sons Ltd, 18 juillet 1996 (ISBN 0-471-95679-1)
- (en) Whittle, P., Neural Nets and Chaotic Carriers, Chichester/New York, John Wiley and Sons Ltd, 8 décembre 1998, 206 p. (ISBN 0-471-98541-4)
- (en) Whittle, P., Networks : Optimisation and Evolution, Cambridge, Cambridge University Press, 31 mai 2007, 271 p. (ISBN 978-0-521-87100-6)

### Articles sélectionnés
- (en) P. Whittle, « The analysis of multiple stationary time series », Journal of the Royal Statistical Society, Series B, vol. 15, no 1,‎ 1953, p. 125–139 (JSTOR 2983728)

- - Reparu avec une introduction de Matthew Calder et Richard A. Davis sous le titre P. Whittle, Breakthroughs in statistics, Volume III, New York, Springer-Verlag, 1997, 141–169 p. (ISBN 0-387-94988-7), « The analysis of multiple stationary time series »

- (en) Peter Whittle, « On stationary processes in the plane », Biometrika, vol. 41,‎ 1954, p. 434–449 (DOI 10.1093/biomet/41.3-4.434)
  - Reparu sous le titre Peter Whittle, Biometrika: One Hundred Years, Oxford University Press, 2001, 293–308 p. (ISBN 0-19-850993-6), « On stationary processes in the plane »

- (en) P. Whittle, « Optimum preventative sampling », Journal of the Operations Research  Society of America, vol. 2, no 2,‎ mai 1954, p. 197–203 (DOI 10.1287/opre.2.2.197, JSTOR 166605)

- (en) P. Whittle, « Some general points in the theory of optimal experimental design », Journal of the Royal Statistical Society, Series B, vol. 35,‎ 1973, p. 123–130

- (en) Peter Whittle, « Multi-armed bandit and the Gittins index (en) », Journal of the Royal Statistical Society  Ser. B (Methodology), vol. 42, no 2,‎ 1980, p. 143–149

- (en) Peter Whittle, « Arm-acquiring bandits », Annals of Probability, vol. 9,‎ 1981, p. 284–292 (DOI 10.1214/aop/1176994469) (disponible en ligne)

- (en) Peter Whittle, « Restless bandits: Activity allocation in a changing world », Journal of Applied Probability, vol. 25A, no Special volume: A celebration of applied probability (A festschrift for Joe Gani),‎ 1988, p. 287–298 (MR 974588)

- (en) P. Whittle, « Likelihood and cost as path integrals (With discussion and a reply by the author) », Journal of the Royal Statistical Society, Series B, vol. 53, no 3,‎ 1991, p. 505–538

- (en) Peter Whittle, « Applied probability in Great Britain (50th anniversary issue of Operations Research) », Oper. Res., vol. 50, no 1,‎ 2002, p. 227–239. (DOI 10.1287/opre.50.1.227.17792)

### Des ouvrages biographiques
- F. P. Kelly, Probability, statistics and optimisation : A Tribute to Peter Whittle, Chicheter, John Wiley & Sons, 1994, 548 p. (ISBN 0-471-94829-2)
  - Peter Whittle. 1994. "Almost Home". pages 1–28.
  - Anonyme. "Publications of Peter Whittle". pages xxi–xxvi. (Une liste de 129 publications.)
  - Anonyme. Biographical sketch (sans titre). page xxvii.